# Utricularia huntii
Utricularia huntii är en tätörtsväxtart som beskrevs av Peter Geoffrey Taylor. Utricularia huntii ingår i släktet bläddror, och familjen tätörtsväxter. Inga underarter finns listade i Catalogue of Life.